# Ростовський державний медичний університет
Ростовський державний медичний університет — вищий навчальний заклад Ростова-на-Дону, найбільший базовий навчальний, науковий і лікувальний центр на півдні Росії.

## Історія
У 1915 році на базі Варшавського російського університету створюється медичний факультет. У 1920 році відбувся перший випуск 295 лікарів. У 1930 році факультет перетворять в медичний інститут. У 1980 році медичний інститут був нагороджений орденом Дружби народів за заслуги в справі підготовки кадрів для понад 60 країн Африки, Азії та Латинської Америки. У 1994 році медичний інститут перетворено в Ростовський державної медичний університет.

## Структура

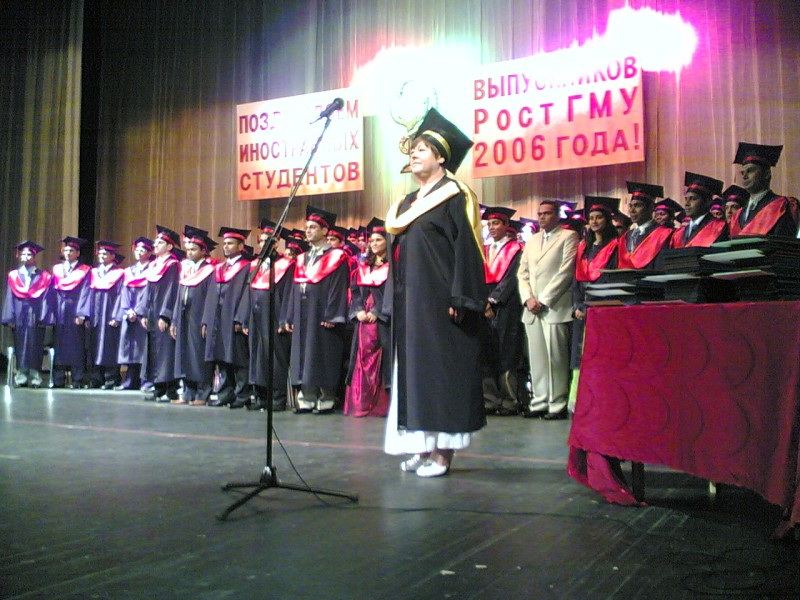
Факультет для іноземних студентів

В університеті 11 факультетів і медичний коледж, готують студентів за програмами середньої та вищої професійної освіти, багатопрофільна клініка, науково-дослідні інститути, наукові центри та проблемні лабораторії.
У вузі щорічно навчається не менше 7000 студентів. На факультеті підвищення кваліфікації та професійної перепідготовки фахівців — 7000 слухачів. Щорічно понад 650 осіб проходять навчання в інтернатурі, ординатурі, аспірантурі.
В університеті існує 91 кафедра, на якій працює понад 800 осіб професорсько-викладацького складу, з них більше 130 докторів наук, професорів, близько 500 кандидатів наук.
Університет має власну медичною клінікою. Клініка має стаціонар на 860 ліжок, включає 20 спеціалізованих відділень, 18 лікувально-діагностичних підрозділів, 17 клінічних кафедр, співробітники яких виконують лікувальну, консультативну та педагогічну роботу.

## Відомі співробітники
- Богораз Микола Олексійович
- Бухановський Олександр Олімпіевіч
- Григор'ян Леонід Григорович
- Іценко Микола Михайлович
- Коваленко Петро Петрович (р. 1919) — радянський хірург. Лауреат Державної премії СРСР, Заслужений діяч науки РРФСР, член-кореспондент РАМН, доктор медичних наук, професор, почесний громадянин міста Ростова-на-Дону.
- Напалков Микола Іванович
- Орлов Костянтин Хрисантович
- Емдін Павло Йосипович

## Відомі випускники
- Троїцький Герман Васильович
- Раєнко Валерій Федорович
- Федоров Святослав Миколайович
- Толстая Наталія Володимирівна
- Литвак Михайло Юхимович
- Круковер Ісаак Михайлович